# Manx Telecom
Manx Telecom (en mannois Chellinsh Vannin) est un groupe de télécommunication mannois. Il est le principal fournisseur de haut débit et de télécommunications sur l'île de Man. La société est cotée sur le Alternative Investment Market.

## Histoire
Historiquement, le système téléphonique de l'île de Man avait été opéré par le British General Post Office, et plus tard British Telecom, et exploité dans le cadre du district de téléphone Liverpool.
Manx Telecom exploite la ligne fixe et les réseaux mobiles et les centres de données sur l'île de Man.
En novembre 2005, Manx Telecom est devenue la première société en Europe à proposer à ses clients un service HSDPA (3.5G).

## Concurrents
- BlueWave Communications
- Sure
- Wi-Manx
- Domicilium